# Aleksandr Piskariov
Aleksandr Mikhaïlovitch Piskariov (en russe : Александр Михайлович Пискарёв) est un footballeur et entraîneur de football soviétique et russe né le 18 novembre 1949 à Ivanovo.

## Biographie

### Carrière de joueur
Né et formé à Ivanovo, Aleksandr Piskariov intègre durant sa jeunesse les rangs de l'équipe locale du Tekstilchtchik. Il y fait par la suite ses débuts professionnels en deuxième division soviétique en 1968, à l'âge de 18 ans. Il évolue trois années en équipe première, cumulant 112 matchs joués et 34 buts marqués entre 1968 et 1970.
Ses performances avec le Tekstilchtchik ainsi que dans les équipes de jeunes de la sélection soviétique lui valent d'être recruté en 1971 par le Spartak Moscou avec qui il découvre la même année la première division, jouant 20 matchs et marquant cinq buts pour sa première saison dans l'élite. Il dispute en parallèle ses premières rencontres européennes en jouant quatre rencontres de Coupe UEFA au cours de l'été mais ne joue pas la finale de la coupe nationale remportée par les siens. De passage pendant cinq saisons entre 1971 et 1975, Piskariov totalise 149 matchs disputés pour 41 buts marqués et dépasse notamment la barre des dix buts en championnat à deux reprises en 1973 et 1974. Durant cette période il prend par ailleurs part au championnat d'Europe espoirs de 1972 à l'issue de laquelle la sélection soviétique se classe deuxième.
Après son départ du Spartak, il passe ses dernière années au sein des divisions inférieures, évoluant successivement pour le SKA Rostov, le Lokomotiv Kalouga (en), le Spartak Riazan et enfin le Krasnaïa Presnia Moscou avant de mettre un terme à sa carrière au cours de l'année 1980, à l'âge de 30 ans.

### Carrière d'entraîneur
Se reconvertissant comme entraîneur après la fin de sa carrière de joueur, Piskariov intègre dans la foulée l'encadrement technique de son dernier club, le Krasnaïa Presnia Moscou, dès 1980 avant de prendre les rênes de l'équipe première entre 1981 et 1982.
Il est engagé en 1984 par la fédération soviétique afin d'entraîner les équipes de jeunes de la sélection. Dans ce cadre, il dirige l'équipe des moins de 16 ans qui remporte la Coupe du monde en 1987 et termine la même année deuxième du championnat d'Europe. Après la dissolution de l'Union soviétique en 1991, il poursuit son travail sous l'égide de la nouvelle fédération russe jusqu'en 1998.
Après son départ de la fédération, Piskariov s'en va pour la Lituanie où il prend la tête du Kareda Šiauliai au mois de février 1998. Sous ses ordres, l'équipe remporte le championnat lituanien en 1998 puis la coupe nationale en 1999. Il quitte ses fonctions en juin 1999 après une place de deuxième à l'issue de la saison 1998-1999.
Il rentre par la suite en Russie où il est nommé entraîneur du FK Khimki au mois de novembre 1999, mais n'y reste que brièvement avant de s'en aller dès le mois de mai 2000 après un mauvais début de saison en troisième division. Il dirige ensuite l'équipe biélorusse du Dinamo Minsk pour le début de la saison 2001 avant d'être renvoyé au mois de juin.
Après un passage à la tête du Mostransgaz Gazoprovod en 2002, Piskariov intègre l'encadrement technique de Gadji Gadjiev à l'Anji Makhatchkala en début d'année 2003 avant de prendre brièvement sa place à la tête de l'équipe durant le mois de juin en raison des problèmes de santé de l'entraîneur. Il dirige trois rencontres, pour un match nul et deux défaites, avant d'être limogé à la fin du mois.
Il repart à l'étranger en 2004 en prenant la tête du club kazakh du Vostok Öskemen entre janvier et mai avant de finir l'année au MTZ-RIPA Minsk, qu'il maintient dans la première division biélorusse en terminant quatorzième. Il est ensuite appelé à diriger le FBK Kaunas en Lituanie pendant la saison 2005, amenant notamment l'équipe au deuxième tour de qualification de la Ligue des champions avant de quitter ses fonctions à la fin du mois de juillet, ses dirigeants affirmant l'avoir limogé en raison de la défaite 3-1 lors du match aller contre Liverpool tandis que l'intéressé dit avoir présenté sa démission en raison de salaires impayés,.
Piskariov devient par la suite entraîneur au sein du centre de formation du Spartak Moscou entre décembre 2005 et février 2010 avant d'occuper brièvement un poste de directeur du développement des jeunes du Sibir Novossibirsk entre février et mai 2012.

## Palmarès

### Palmarès de joueur
| Union soviétique - Championnat d'Europe espoirs : - Finaliste : 1972. | Spartak Moscou - Championnat d'Union soviétique : - Vice-champion : 1974. - Coupe d'Union soviétique : - Finaliste : 1972. |

### Palmarès d'entraîneur
| Union soviétique - Coupe du monde -16 ans (1) : - Vainqueur : 1987. - Championnat d'Europe -16 ans : - Finaliste : 1987. | Kareda Šiauliai - Championnat de Lituanie (1) : - Champion : 1997-98. - Vice-champion : 1998-99. - Coupe de Lituanie (1) : - Vainqueur : 1998-99. |

## Statistiques

### Statistiques de joueur
| Saison                | Club                    | Championnat           | Championnat | Championnat | Coupe(s) nationale(s) | Coupe(s) nationale(s) | Compétition(s) continentale(s) | Compétition(s) continentale(s) | Compétition(s) continentale(s) | Total | Total |
| Saison                | Club                    | Division              | M.          | B.          | M.                    | B.                    | Comp.                          | M.                             | B.                             | M.    | B.    |
| 1968                  | Tekstilchtchik Ivanovo  | D2                    | 33          | 8           | 1                     | 0                     | -                              | -                              | -                              | 34    | 8     |
| 1969                  | Tekstilchtchik Ivanovo  | D2                    | 36          | 12          | 1                     | 1                     | -                              | -                              | -                              | 37    | 13    |
| 1970                  | Tekstilchtchik Ivanovo  | D2                    | 40          | 13          | 1                     | 0                     | -                              | -                              | -                              | 41    | 13    |
| Sous-total            | Sous-total              | Sous-total            | 109         | 33          | 3                     | 1                     | -                              | -                              | -                              | 112   | 34    |
| 1971                  | Spartak Moscou          | D1                    | 20          | 5           | -                     | -                     | C3                             | 4                              | 0                              | 24    | 5     |
| 1972                  | Spartak Moscou          | D1                    | 26          | 4           | 8                     | 1                     | C2                             | 4                              | 1                              | 38    | 6     |
| 1973                  | Spartak Moscou          | D1                    | 30          | 12          | 6                     | 3                     | C2                             | 2                              | 1                              | 38    | 16    |
| 1974                  | Spartak Moscou          | D1                    | 30          | 10          | 4                     | 0                     | C3                             | 2                              | 1                              | 36    | 11    |
| 1975                  | Spartak Moscou          | D1                    | 12          | 2           | 1                     | 1                     | -                              | -                              | -                              | 13    | 3     |
| Sous-total            | Sous-total              | Sous-total            | 118         | 33          | 19                    | 5                     | -                              | 12                             | 3                              | 149   | 41    |
| 1976                  | SKA Rostov              | D2                    | 25          | 4           | -                     | -                     | -                              | -                              | -                              | 25    | 4     |
| 1977                  | SKA Rostov              | D2                    | 10          | 1           | 2                     | 0                     | -                              | -                              | -                              | 12    | 1     |
| 1978                  | Lokomotiv Kalouga (en)  | D3                    | 37          | 19          | -                     | -                     | -                              | -                              | -                              | 37    | 19    |
| 1979                  | Spartak Riazan          | D3                    | 36          | 18          | -                     | -                     | -                              | -                              | -                              | 36    | 18    |
| 1980                  | Krasnaïa Presnia Moscou | D3                    | 3           | 2           | -                     | -                     | -                              | -                              | -                              | 3     | 2     |
| Sous-total            | Sous-total              | Sous-total            | 111         | 44          | 2                     | 0                     | -                              | -                              | -                              | 113   | 44    |
| Total sur la carrière | Total sur la carrière   | Total sur la carrière | 338         | 110         | 24                    | 6                     | -                              | 12                             | 3                              | 374   | 119   |

### Statistiques d'entraîneur
| Krasnaïa Presnia Moscou | 1981              | 1982            | 65  | 28  | 14 | 23 | 43,1 |
| Kareda Šiauliai         | février 1998      | juin 1999       | 51  | 39  | 7  | 5  | 76,5 |
| FK Khimki               | 1er novembre 1999 | 22 mai 2000     | 8   | 6   | 0  | 2  | 75,0 |
| Dinamo Minsk            | janvier 2001      | juin 2001       | 15  | 8   | 3  | 4  | 53,3 |
| Anji Makhatchkala       | 15 juin 2002      | 25 juin 2002    | 3   | 0   | 1  | 2  | 0,0  |
| Vostok Öskemen          | janvier 2004      | 21 mai 2004     | 11  | 3   | 3  | 5  | 27,3 |
| MTZ-RIPA Minsk          | 20 juillet 2004   | novembre 2004   | 18  | 9   | 5  | 4  | 50,0 |
| FBK Kaunas              | 3 mai 2005        | 29 juillet 2005 | 26  | 17  | 5  | 4  | 65,4 |
| Total                   | Total             | Total           | 197 | 110 | 38 | 49 | 55,8 |